# Hanna Risatdinowa
Hanna Serhijiwna Risatdinowa (ukrainisch Ганна Сергіївна Різатдінова, englische Transkription Ganna Sergiivna Rizatdinova; * 16. Juli 1993 in Simferopol) ist eine ukrainische rhythmische Sportgymnastin. Sie nahm 2012 und 2016 an den Olympischen Sommerspielen und 2015 an den Europaspielen teil. Bei den Olympischen Spielen gewann sie einmal Bronze und bei den Europaspielen zweimal Silber.

## Karriere
Vom Nationalen Olympischen Komitee wurde sie für die Olympischen Sommerspiele 2012 in London nominiert und trat im Einzel an. In der Qualifikation belegte sie den zehnten Platz und qualifizierte sich als letzte Teilnehmerin für das Finale. Dort belegte sie erneut den zehnten Platz. Bei den Europaspielen 2015 in Baku startete sie im Einzel und konnte sowohl beim Wettbewerb mit dem Ball als auch beim Wettbewerb mit der Keule jeweils den zweiten Platz hinter der Russin Jana Kudrjawzewa belegen.
Für die Olympischen Sommerspiele 2016 in Rio de Janeiro wurde sie erneut nominiert. In Rio startete sie erneut im Einzel und qualifizierte sich in der Qualifikationsrunde als Dritte für das Finale, wo sie hinter den beiden Russinnen Margarita Mamun und Jana Kudrjawzewa die Bronzemedaille gewann.
In November 2017 wurde sie Mutter eines Sohnes, Vater des Kindes ist Oleksandr Onyschtschenko.